# Спутник-5
Спутник-5 (още „Кораб-спътник 2“) е съветски изкуствен спътник част от програма Спутник и втори тестов полет за космическия кораб Восток, който ще бъде използван за първия пилотиран полет. Стартът е на 1 август 1960 г.
Корабът е вторият (първия е Спутник-4) от поредицата такива, за изучаване възможностите за пилотиран полет и ефектите от самия полет върху човека. Това е първият космически кораб, върнал на Земята живи същества от полет в космоса.

## Екипаж
На борда на кораба се намирали:
- кучетата Белка и Стрелка;
- 40 мишки;
- 2 плъха;
- растения.

## Полет
Немска радиостанция в Бон е една от първите чула сигнал от спътника. На третата обиколка около Земята го потвърждава и шведска радиостанция.
Корабът извежда в орбита успешно живите същества, а се завръщат на Земята на следващия ден. Спътникът е оборудван с телевизионна камера, която да заснема поведението на кучетата по време на полета.
Малко след кацането, Стрелка ражда шест здрави кученца. Едно от тях е било помолено лично от Никита Хрушчов за подарък на Каролин Кенеди, дъщерята на Президента на САЩ Джон Кенеди.